# María Escarmiento
María Escarmiento   (Madrid, 13 d'octubre de 1991), nom artístic de María Villar, és una cantant espanyola que es va donar a conèixer a Operación Triunfo 2018.
Va deixar la carrera que estava cursant i se'n va anar a Nova York a estudiar música. Allà va conèixer a Zoë Brecher amb la qual va formar un grup anomenat Brainfreeze, amb el qual tocava per bars d'aquesta mateixa ciutat. El 14 de setembre de 2018 es van donar a conèixer els 18 concursants de la desena edició del programa on María va assolir la fama.

## Operación Triunfo
La desena edició d'Operación Triunfo es va estrenar el 19 de setembre de 2018, en què 18 concursants aspiraven a entrar dins de l'acadèmia. María va cantar 'Cry to me' de Solomon Burke, i després de l'actuació quedà en dubte. En la segona valoració, Joe Pérez-Orive la va fer creuar la passarel·la per a poder entrar en l'acadèmia.
Al llarg del concurs va estar proposada per a abandonar l'acadèmia en tres ocasions: en la gala dos, sis, vuit i nominada en la gala nou. Finalment, va ser expulsada en la gala 10 amb un 43% de vots per a salvar-la, quedant vuitena. En la gala dos va cantar al costat de la seva amiga Àfrica Adalia la cançó d'Anne-Marie i Marshmello 'FRIENDS'. Finalment, va ser salvada pels professors.
En la gala sis va ser salvada pels seus companys amb la cançó '1,2,3' de Sofía Reyes, Jason Derulo i De La Ghetto. En la vuitena gala, al costat de Sabela Ramil va cantar la cançó de The Beatles 'I want to hold your hands'. Va ser per segona vegada salvada pels seus companys. Finalment, en la novena gala va ser nominada després de cantar 'Amorfoda' del cantant porto-riqueny Bad Bunny. Va ser nominada juntament amb Marta Sango. En la seva última gal·la va decidir cantar 'Because the Night' de Patti Smith. Va ser expulsada amb un 43% de vots.

## Després d'Operación Triunfo
En sortir de l'acadèmia va ser seleccionada com una de les possibles candidates per representar a Espanya en Eurovision amb la cançó 'Muérdeme'. Va quedar en segona posició en la selecció de la cançó representant.
El de 3 juliol de 2019 a través d'una publicació d'Instagram anuncià que dia 10 de juliol publicaria el seu primer single: Amargo Amor. El mateix dia, sortí a la llum una col·laboració de mà amb Ms. Nina anomenada 'La Diabla', que formaria part de la mixtape de la segona, "Perreando x fuera, llorando x dentro".
També participà en el primer programa del nou concurs de Televisió Espanyola anomenat 'La millor cançó mai cantada', on va cantar al costat de Roi Méndez 'La Puerta de Alcalá', cançó escrita pel pare de la cantant.
Al costat dels seus 15 companys d'acadèmia anà de gira, on van cantar les millors cançons del programa. María va cantar al costat del seu company Famous '1,2,3' i 'Voy en un coche' en solitari. Aquesta gira va començar a Madrid el 8 de febrer i va acabar a Almeria el 21 d'agost.
María Villar es canvià el nom artístic a María Escarmiento el dia que publicà la seva col·laboració amb Ms. Nina. El sobrenom prové de la seva infantesa, en què un familiar l'anomenava d'aquesta manera afectuosament.

## Discografia
- La Diabla amb Ms Nina (2019)
- Amargo Amor (2019)
- Castigo (2020)
- Otra Noche (2020)
- Chulo (2020)
- Sintiéndolo Mucho (2020)
- Dive amb Damien (2020)
- U  amb Coco Champagne (2020)
- Cada Vez Más Mayor amb Eigen Risico i paula (2021)
- Déjame Sola  (2021)
- iCandy (2024)